# Elexenbach (Braunaubach)
Der Elexenbach ist ein linker Zufluss des Braunaubachs im Waldviertel in Niederösterreich. Er entwässert über die Lainsitz in die Moldau und damit in die Nordsee.

## Verlauf
Der Bach entspringt zwischen Siebenlinden und Großreichenbach (beide Marktgemeinde Schweiggers) im niederösterreichischen Waldviertel, fließt in generell nördlicher Richtung bis zur Einmündung des Albrechtsbachs bei Nondorf und wendet sich dann nach Nordwesten bis zu seiner Mündung in den Braunaubach bei Hoheneich zwischen Gmünd (Niederösterreich) und Schrems (Niederösterreich).
Der einzige größere Zufluss ist der Albrechtsbach.
Im Frühjahr ist der Bach ein Paddlerrevier.
Die Länge des Gewässers wird mit 12 km angegeben.